# Calzado de protección

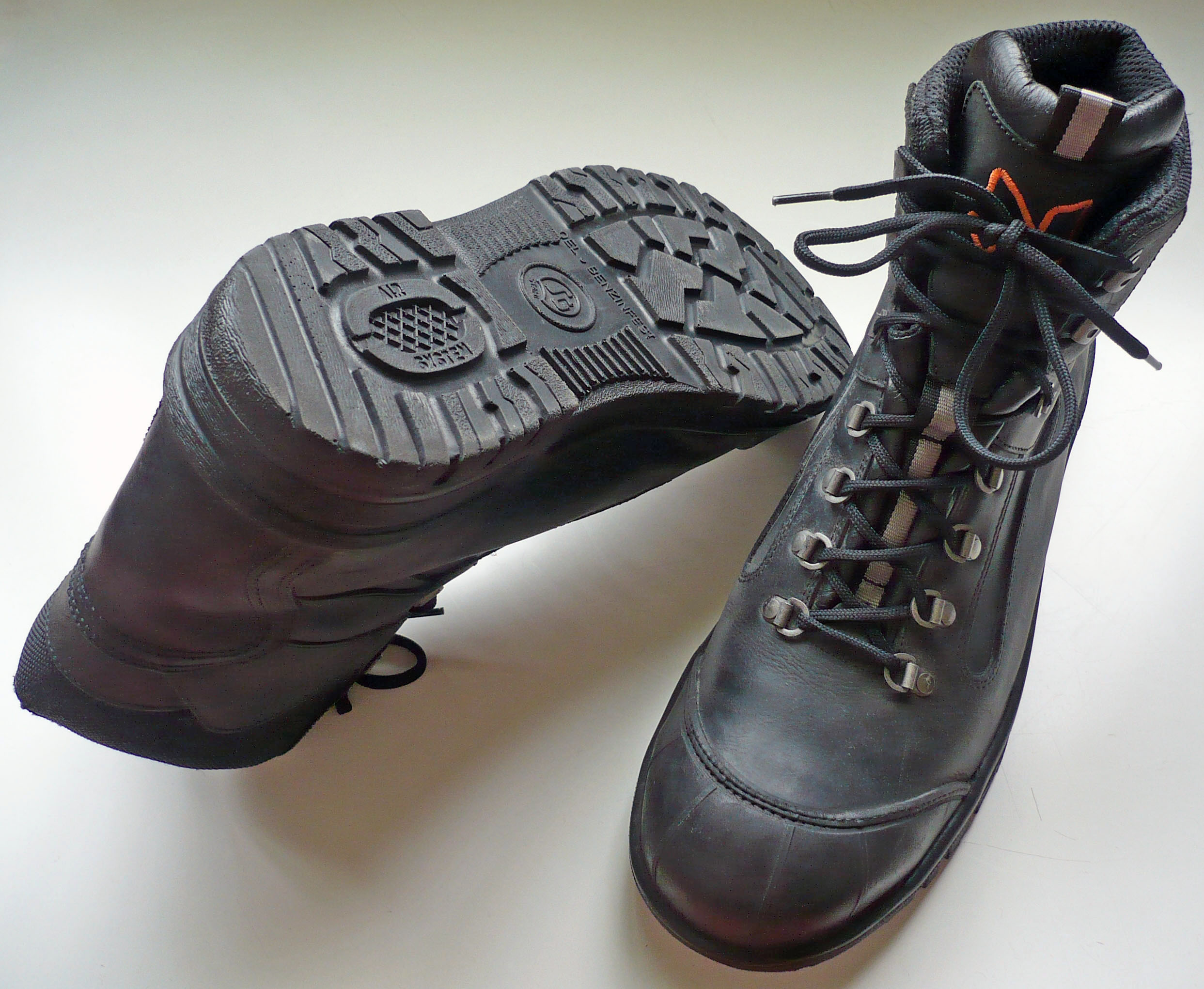
Típico calzado de seguridad

El calzado de protección o de seguridad es un tipo de calzado que forma parte del equipo de protección personal, destinado a resguardar al trabajador y, particularmente, los dedos de los pies de diferentes riesgos laborales. Según el modelo, el calzado ofrece protección contra:
1. Accidentes mecánicos: caída de objetos, golpes sobre el pie, objetos punzocortantes.
2. Percances eléctricos y térmicos: baja, media y alta tensión, además de frío y calor.
3. Accidentes químicos: derrame de líquidos agresivos o metales derretidos.
4. Percances corporales: luxaciones, esguinces y resbalos.[2]

Se encuentra regulado por las disposiciones normativas de cada país. Cada profesión dispone de un tipo de calzado de protección específico: en medicina y enfermería se suelen usar zuecos, en cambio los camareros usan calzado antideslizante. Un formato habitual es de el de botas, llamadas de seguridad o industriales, y depende de la profesión que las utilice. botas mineras, navieras, dieléctricas, farmacéuticas y ejecutivas. 

## Clasificaciones
En España, el calzado de seguridad se puede clasificar según el tipo de material, tendremos calzados de tipo I, tipo II y tipo III. El tipo I se trata de un calzado fabricado con cuero y otros materiales que se dividen en diferentes propiedades.
- S1. Este zapato cuenta con un tope de seguridad que puede soportar cargas de hasta 200 J, zona del talón sellada, propiedades antiestáticas y absorción de energía en la zona del talón.
- S2. Tiene propiedades similares al S1, mayor resistencia a la penetración y absorción del agua en la piel.
- S3. Cuenta con propiedades S2, resistencia a pinchazos y una suela con tachuelas.
- S6. Tiene un tapón resistente a 200J, propiedades antiestáticas, absorción de energía en el talón, impermeabilidad y absorción de agua a través de la piel, e impermeabilidad de todo el zapato.
- S7. Cuentan con propiedades S6, así como resistencia a pinchazos y suela reforzada.

Por otro lado, existen los zapatos de seguridad tipo II fabricados con caucho o materiales puramente poliméricos, que también se pueden distinguir en función de sus propiedades. 
- S4. Los zapatos tienen hebillas de seguridad, soportan 200J de corriente eléctrica, son antiestáticos y absorben energía en la zona del talón.
- S5. Presenta rendimiento S4, resistencia a pinchazos y suela exterior reforzada.

Por último, el calzado de seguridad tipo III, también conocido como híbrido, es un tipo de calzado en el que la parte superior del zapato es de tipo I y la parte inferior es de tipo II.

### Criterios de seguridad ISO
La Organización Internacional de Normalización proporciona la norma europea para el calzado de seguridad. La norma en la tabla es la ISO 20345:2011. Actualmente la norma posee actualizaciones al año 2021.
Los códigos aplicables al calzado de seguridad europeo son (2011):
| Área protegida           | Tipo de protección | Código |
| ------------------------ | --- | ------ |
| Puntera de acero         | Impacto básico 200 julios incluida compresión 15.000 newtons | SB     |
| Puntera de acero         | Protección de la puntera de 200 julios. Zona del asiento cerrada (talón completamente cerrado). Propiedades antiestáticas. Absorción de energía de la zona del asiento. Resistencia al combustible. | S1     |
| Puntera de acero         | Protección de la puntera de 200 julios. Zona del asiento cerrada (talón completamente cerrado). Propiedades antiestáticas. Absorción de energía de la zona del asiento. Resistencia al combustible. Resistencia a la penetración y absorción de agua.                                                            | S2     |
| Puntera de acero         | Protección de la puntera de 200 julios. Zona del asiento cerrada (talón completamente cerrado). Propiedades antiestáticas. Absorción de energía de la zona del asiento. Resistencia al combustible. Resistencia a la penetración y absorción de agua. Resistencia a la penetración de la suela. Suela con tacos. | S3     |
| Protecciones adicionales | Suela resistente al calor: resistencia de la suela del zapato al contacto con calor hasta 300 °C durante 1 minuto | HRO    |
| Protecciones adicionales | Resistencia a la penetración que ofrece una entresuela de acero: 1100 newtons | P      |
| Protecciones adicionales | Absorción de energía del talón: 20 julios | E      |
| Protecciones adicionales | Parte superior resistente a la penetración de agua | WRU    |
| Protecciones adicionales | Impermeabilidad total del calzado | WR     |
| Protecciones adicionales | Protección de los huesos metatarsianos | M      |
| Protecciones adicionales | Protección del tobillo | AN     |
| Resistencia eléctrica    | Conductividad: Resistencia máxima 100 kΩ | O      |
| Resistencia eléctrica    | Antiestático: Rango de 100 kΩ a 1000 MΩ | A      |
| Entornos hostiles        | Aislamiento en frío: calzado aislado contra el frío hasta -17 °C durante 30 minutos | CI     |
| Entornos hostiles        | Aislamiento térmico: calzado aislado contra el calor hasta 150 °C durante 30 minutos | HI     |
| Entornos hostiles        | Resistencia al deslizamiento en suelos de baldosas de cerámica con agente limpiador en solución de lauril sulfato de sodio | SRA    |
| Entornos hostiles        | Resistencia al deslizamiento en suelos de acero con glicerina | SRB    |
| Entornos hostiles        | Resistencia al deslizamiento en suelos de baldosas de cerámica con agente limpiador y suelos de acero con glicerina | SRC    |
| Entornos hostiles        | Resistencia a combustibles (petróleo y gasolina/gasolina) | FO     |
| Entornos hostiles        | Resistencia al corte (no a cortes de motosierra) | CR     |